# منتخب نيوزيلندا لكرة القدم للسيدات
منتخب نيوزيلندا الوطني لكرة القدم للنساء هو المنتخب الذي يمثل نيوزيلندا في منافسات كرة القدم للنساء، والذي يقوم اتحاد نيوزيلندا لكرة القدم بإدارة شؤونه يعتبر المنتخب أكثر من فاز بكأس أوقيانوسيا لكرة القدم للنساء.

## وصلات خارجية
- الموقع الرسمي